# Tonmolen (windmolen)

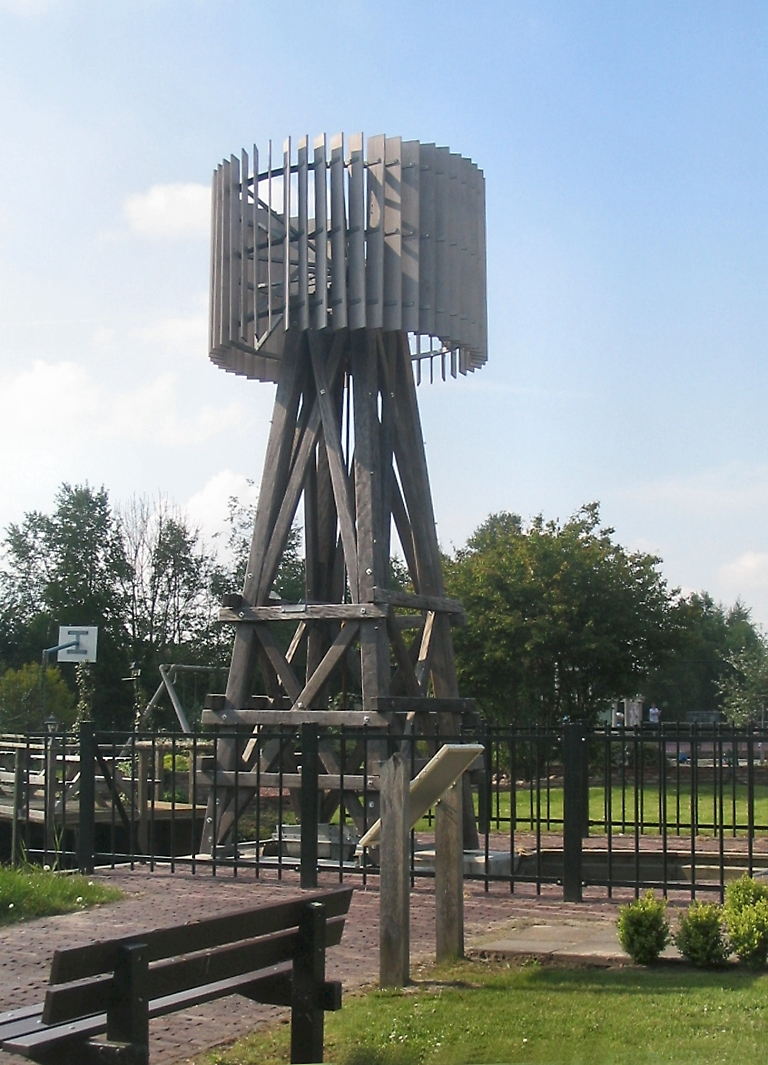
De Tonmolen in Paasloo

Een tonmolen is een windmolen die vanuit de verte op een ton lijkt. De opbouw, de ton, bestaat uit scheef geplaatste verticale bladen die, zodra de wind ertegen blaast, begint te draaien. Het werkingsprincipe vertoont sterke overeenkomst met een Savonius-windturbine.
De enige nog bestaande molen van dit type in Nederland is de Tonmolen in Paasloo.